# Öpartiet
Mälaröpartiet (Ö) är ett lokalt politiskt parti i Ekerö kommun. 

## Historik
Partiet bildades 2006 under namnet Öpartiet (Ö). Partiet ville öka den lokala demokratin och medborgardialogen. I valet 2006 fick partiet 10,28 % av rösterna och fyra mandat och kommunfullmäktige. Partiet är profilerat i demokratifrågor. Partiet beslutade 2025 att byta namn till Mälaröpartiet, för att "stärka partiets identitet". I samband med namnbytet byttes även partiets logotyp.

## Valresultat
| År   | Röster | %     | Mandat  |
| ---- | ------ | ----- | ------- |
| 2006 | 1 535  | 10,28 | 4 av 41 |
| 2010 | 1 667  | 10,36 | 4 av 41 |
| 2014 | 1 240  | 7,25  | 3 av 41 |
| 2018 | 1 695  | 9,46  | 4 av 41 |
| 2022 | 992    | 5,44  | 2 av 41 |